# Dogs Eating Dogs
Dogs Eating Dogs è il secondo EP del gruppo musicale statunitense Blink-182, pubblicato indipendentemente il 18 dicembre 2012.

## Tracce
Testi e musiche di Mark Hoppus, Travis Barker e Tom DeLonge, eccetto dove indicato.
1. When I Was Young – 3:28
2. Dogs Eating Dogs – 3:30
3. Disaster – 3:42
4. Boxing Day – 3:59
5. Pretty Little Girl (feat. Yelawolf) – 4:21 (Mark Hoppus, Travis Barker, Tom DeLonge, Yelawolf)

## Formazione
Gruppo
- Mark Hoppus – voce, basso
- Travis Barker – batteria, percussioni
- Tom DeLonge – voce, chitarra

Altri musicisti
- Yelawolf – voce (traccia 5)

Produzione
- Blink-182 – produzione
- Chris Holmes – coproduzione
- Aaron Rubin – ingegneria del suono
- Franco Vescovi – copertina